# IRIB TV3
IRIB TV3 (перс. شبکه ۳‎ / Šabakeye Se) — один из общенациональный телеканалов в Иране. Принадлежит государственной телерадиокомпании «Вещание Исламской Республики Иран» (IRIB). Телеканал IRIB TV3 начал работу 4 декабря 1993 года. Вещает круглосуточно в высокой чёткости HD.
Телеканал позиционирует себя как молодёжный и развлекательный телеканал. В телеканале также транслируются спортивные турниры и матчи, в особенности футбольные матчи и передачи. Является одним из официальных телеканалов по трансляции Иранской футбольной Про-лиги Персидского залива, Лиги чемпионов АФК и других футбольных турниров. Основным конкурентом IRIB TV3 по спортивным и футбольным трансляциям является другой телеканал IRIB — спортивный и футбольный телеканал IRIB Varzesh.
В телеканале транслируются передачи и программы различного вида, такие как молодёжные, политические, социальные, экономические, познавательные, научные, спортивные и футбольные передачи. Также транслируются фильмы и сериалы не только иранского производства. Одной из наиболее известных передач телеканала является футбольная передача Navad, которая имеет огромную аудиторию.